# Götz
Götz (seltener auch Goetz) ist ein männlicher deutscher Vorname und Familienname.

## Herkunft und Bedeutung
Götz ist eine Kurzform von Gottfried. Die Namen Götz(e), Goetz(e) sind Kurzformen zum Rufnamen im althochdeutschen „got-fridu“ = Gott + Friede, Schutz.

## Varianten
- Goez
- Goeze
- Göz
- Goetze
- Götze

## Namensträger

### Vorname
- Götz Adriani (* 1940), deutscher Kunsthistoriker
- Götz Alsmann (* 1957), deutscher Musiker
- Götz Altmann (1940–2024), deutscher Volkskundler
- Götz Aly (* 1947), deutscher Historiker
- Götz von Berlichingen (um 1480–1562), fränkischer Reichsritter
- Götz Bernau (* 1941), deutscher Geiger
- Goetz Eilers (1941–2024), deutscher Jurist und Fußballfunktionär
- Götz Friedrich (1930–2000), deutscher Regisseur
- Götz Fritsch (1943–2018), deutscher Theater- und Hörspielregisseur
- Götz Frömming (* 1968), deutscher Politiker
- Götz George (1938–2016), deutscher Schauspieler
- Götz von Glisczynski (1942–2004), deutscher Verwaltungsjurist
- Götz von Houwald (1913–2001), deutscher Diplomat, Ethnologe und Historiker
- Goetz Jaeger (1934–2021), deutscher Dramaturg und Autor
- Götz Kauffmann (1949–2010), österreichischer Schauspieler
- Goetz Kronburger (1933–2019), deutscher Hörfunk- und Fernsehjournalist
- Götz Kubitschek (* 1970), deutscher Rechtsextremist
- Götz Loepelmann (1930–2017), deutscher bildender Künstler
- Götz Otto (* 1967), deutscher Schauspieler
- Götz R. Richter (1923–2016), deutscher Schriftsteller
- Götz Riedesel zu Eisenbach (1882–1914), deutscher Beamter und Offizier
- Götz Schubert (* 1963), deutscher Schauspieler
- Götz Schultheiss unter dem Schopf († 1408), Schultheiss von Winterthur
- Götz Schulze (1964–2018), deutscher Rechtswissenschaftler
- Götz Schweighöfer (1960–2021), deutscher Schauspieler
- Götz Spielmann (* 1961), österreichischer Regisseur
- Götz Steinle (1944–2019), deutscher Brigadegeneral
- Götz Ulrich (* 1969), deutscher Politiker
- Götz Werner (1944–2022), deutscher Unternehmer
- Götz Widmann (* 1965), deutscher Liedermacher

### A
- Adolf Goetz (Admiral) (1852–1916), deutscher Vizeadmiral
- Adolf Goetz (Jurist) (1863–1932), deutscher Jurist und Ministerialbeamter
- Adolf Goetz (Schriftsteller) (1876–1944), deutscher Schriftsteller und Journalist
- Albert Goetz (Theologe) (1889–1965), deutscher pfingstkirchlicher Theologe und Verlagsgründer
- Albert Goetz-Rigaud (1835–1907), deutscher Unternehmer und Wirtschaftsfunktionär
- Albert Wilhelm Gustav Goetz (1821–1898), deutscher Unternehmer und Politiker, MdR
- Alexander Götz (Politiker, 1888) (1888–1982), österreichischer Politiker (FPÖ)
- Alexander Götz (Politiker) (1928–2018), österreichischer Politiker (FPÖ)
- Alexander Götz (Theatermanager) (* 1964), österreichischer Theatermanager
- Alexander von Götz und Schwanenflies (1806–1871), preußischer Beamter, Regierungspräsident von Köslin, Regierungspräsident von Düsseldorf
- Alfred Goetz (1894–?), deutscher Mundartschriftsteller
- Alfred Götz (* 1946/1947), deutscher Heimatforscher, Bibliothekar und Archivar
- Alois Götz (1823–1905), österreichischer Gitarrist und Sänger
- Andreas Götz (1698–1780), deutscher Lehrer und Philologe
- Anton Götz (1867–1946), deutscher Geistlicher
- Arthur Goetz (1885–1954), deutscher Maler und Grafiker
- Arturo Goetz (1944–2014), argentinischer Schauspieler
- Ashton Götz (* 1993), deutscher Fußballspieler
- August Goetz (1875–nach 1957), deutscher Ingenieur und Wirtschaftsmanager

### B
- Bernd Götz (* 1940), deutscher Erziehungswissenschaftler, Sonderpädagoge und Hochschullehrer
- Berndt Götz (1891–nach 1934), deutscher Psychiater, Gutachter und Mitarbeiter von Magnus Hirschfeld
- Bernhard Götz (vor 1823–nach 1870), deutscher Xylograph
- Bernhard Goetz (Theologe) (1915–2004), deutscher evangelischer Theologe
- Bernhard Goetz (* 1947), US-Amerikaner, der auf Afroamerikaner schoss
- Bettina Götz (* 1962), österreichische Architektin
- Borris Goetz (1915–1998), deutscher Künstler
- Brigitte Götz (* 1958), deutsche Schlagersängerin, siehe Gitti und Erika
- Brita von Götz-Mohr (* 1950), deutsche Kunsthistorikerin
- Bruno Goetz (1885–1954), deutschbaltischer Dichter und Schriftsteller
- Bruno Götz (1908–1994), deutscher Zoologe, Entomologe und Weinhistoriker
- Burkhard H. Götz (* 1965), deutscher Wirtschaftswissenschaftler und Hochschullehrer

### C
- Carl Götz (Verwaltungsjurist) (1818–1879), deutscher Verwaltungsjurist
- Carl Goetz (Schauspieler) (auch Carl Götz, eigentlich Karl Perl; 1862–1932), österreichischer Schauspieler
- Carl Goetz (Bankmanager) (1885–1965), deutscher Bankmanager
- Carl Florian Goetz (1763–1829), deutscher Architekt und Stadtplaner
- Christa Götz (* 1948), deutsche Politikerin (CSU)
- Christian Götz (General, 1783) (1783–1849), österreichischer Generalmajor
- Christian Götz (General, 1810) (1810–1884), preußischer Generalleutnant
- Christian Götz (Gewerkschafter) (1940–2000), deutscher Gewerkschafter
- Christian Götz (Politiker) (* 1969), deutscher Politiker, Oberbürgermeister von Fürstenfeldbruck
- Christian Götz (Basketballspieler) (* 1988), deutscher Basketballspieler
- Christian Gottlieb Götz (Pfarrer) (1746–1803), deutscher Pfarrer und Kirchenlieddichter

- Christiane Götz-Sobel (* 1956), deutsche Wissenschaftsjournalistin
- Christiane Goetz-Weimer (* 1962), deutsche Verlegerin
- Christine Goetz (1952–2020), deutsche Kunsthistorikerin
- Cornelia Götz (Sängerin) (* 1965), deutsche Opernsängerin (Sopran)
- Cornelia Götz (Basketballspielerin) (* 1966), deutsche Basketballspielerin
- Curt Goetz (1888–1960), deutsch-schweizerischer Schriftsteller und Schauspieler
- Curt Goetz-Pflug (1919–1967), deutscher Regisseur und Drehbuchautor

### D
- Daniela Götz (* 1987), deutsche Schwimmerin
- Delia Goetz (1896–1996), US-amerikanische Kinderbuchautorin und Übersetzerin
- Dieter Götz (Anglist) (1942–2020), deutscher Anglist und Sprachwissenschaftler
- Dieter Götz (Fußballspieler) (* 1964), deutscher Fußballspieler und -trainer
- Diether Götz (* 1944), deutscher Slawist

### E
- E. Ray Goetz (Edward Ray Goetz; 1886–1954), US-amerikanischer Songwriter, Produzent, Drehbuchautor und Schauspieler
- Edmund Götz (Benediktiner) (1792–1862), österreichischer Benediktiner und Politiker
- Edmund Götz (1891–1968), deutscher Maler, Grafiker und Pädagoge
- Eduard Götz (1876–1961), deutscher Maler
- Eicke Götz (* 1939), deutscher Politiker (CSU)
- Emanuel Götz-Buser (1808–1854), Schweizer Fabrikant
- Emil Götz (Architekt) (1867–1912), Schweizer Architekt
- Emil Götz (Fotograf) (1869–1958), Schweizer Fotograf und Verleger
- Emil Friedrich Götz (1806–1858), deutscher Arzt und Hochschullehrer
- Emma Goetz (* 2006), luxemburgische Fußballspielerin
- Erica Götz (* 1956), deutsche Schlagersängerin, siehe Gitti und Erika
- Erich Götz (* 1940), deutscher Botaniker
- Ernst Götz (Mundartforscher) (1873–1947), deutscher Lehrer und Mundartforscher
- Ernst Götz (Kunsthistoriker) (* 1939), deutscher Architekt und Kunsthistoriker
- Eugen Götz-Gee (1941–2018), Schweizer Typografiker und Buchgestalter

### F
- Falko Götz (* 1962), deutscher Fußballspieler und -trainer
- Ferdinand Goetz (1826–1915), deutscher Politiker und Sportfunktionär
- Ferdinand Götz (Maler) (1874–1941?), deutscher Maler, Grafiker und Architekt
- Ferdinand Götz (* 1955), österreichischer Künstler
- František Götz (1894–1974), tschechischer Literaturhistoriker
- Franz Götz (Fabrikant) (1861–1933), deutscher Fabrikant und Firmengründer
- Franz Götz (Archivar) (1929–2020), deutscher Historiker und Archivar
- Franz Götz (Politiker) (* 1945), deutscher Politiker
- Frederik Götz (* 1988), deutscher Schauspieler
- Friedrich Götz (Verleger) (1801–1860), deutscher Verleger
- Friedrich von Götz (1844–1920), sächsischer Generalmajor
- Friedrich Götz (Schriftsteller) († 1947), deutscher Schriftsteller
- Friedrich Götz (Theaterwissenschaftler) (1930–2000), deutscher Theaterwissenschaftler und Regisseur
- Friedrich Götz (Mikrobiologe) (* 1945), deutscher Mikrobiologe und Hochschullehrer
- Friedrich Wilhelm Paul Götz (1891–1954), deutsch-schweizerischer Geophysiker, Meteorologe und Astronom, siehe Paul Götz (Geophysiker)
- Fritz Goetz (1876–1957), deutscher Journalist und Publizist

### G
- Gabriele Franziska Götz (* 1954), deutsche Designerin
- Georg Goetz (1849–1932), deutscher Klassischer Philologe
- Georg Götz (Politiker) (1869–nach 1918), deutscher Politiker, bayerischer Abgeordneter
- Georg Götz (Wirtschaftswissenschaftler) (* 1963), deutscher Wirtschaftswissenschaftler
- Georg Friedrich Götz (1750–1813), deutscher Theologe und Naturforscher
- Georg Joseph Götz (1802–1871), deutscher Priester und Politiker
- George Goetz (1892–1968), Generalsekretär der Vereinigung für das Liberale Judentum in Deutschland, Chefredakteur und Prediger
- Gerhard Götz (Politiker) (* 1920), deutscher Politiker
- Gerhard Götz (Weinbaufachmann) (1931–2024), deutscher Weinbau- und Obstbaufachmann
- Gerhard Götz (Physiker) (1932–2020), deutscher Physiker und Professor an der Universität Jena
- Gero Götz (* 1969), deutscher Jurist und Richter am Bundesgerichtshof
- Gisela Götz (* vor 1960), deutsche Wirtschaftswissenschaftlerin
- Gisela Götz (Kunsthistorikerin), deutsche Kunsthistorikerin und Museumskuratorin
- Götz von Götz (1881–1954), deutscher Verwaltungsbeamter
- Guido Goetz (1912–1992), deutscher Bildhauer
- Gustav Götz (* 1979), österreichischer Hörfunkmoderator

### H
- Hannes Goetz (1934–2019), Schweizer Manager
- Hans Götz (Entomologe) (1852–1930), deutscher Insektenkundler
- Hans von Götz (1863–1941), deutscher Rittergutsbesitzer und Politiker, Mitglied im Preußischen Abgeordnetenhaus
- Hans Götz (Politiker) (1865–1946), deutscher Politiker, MdL Bayern
- Hans Goetz (1883–1944), deutscher Ingenieurwissenschaftler
- Hans Götz (Schauspieler) (1890–1939), österreichischer Schauspieler und Regisseur
- Hans Götz (Bankier) (1910–nach 1971), deutscher Bankdirektor und Wirtschaftsmanager
- Hans Götz (Mediziner) (1915–1997), deutscher Dermatologe und Hochschullehrer
- Hans Götz (Offizier) (1919–1943), deutscher Luftwaffenoffizier
- Hans Götz (Maler) (1930–2001), deutscher Maler
- Hans von Götz-Hünerbein (1832–1883), deutscher Verwaltungsbeamter und Rittergutsbesitzer
- Hans Herbert Götz (1921–1999), deutscher Wirtschaftsjournalist und -publizist
- Hans-Joachim Goetz (* 1944), deutscher Diplomat
- Hans-Peter Goetz (* 1961), deutscher Politiker (FDP), MdL Brandenburg
- Hans-Werner Goetz (* 1947), deutscher Historiker
- Heike Götz (Moderatorin, 1964) (* 1964), deutsche Fernseh- und Radiomoderatorin beim NDR
- Heike Götz (Moderatorin, 1970) (* 1970), deutsche Fernseh- und Radiomoderatorin beim Bayerischen Rundfunk
- Heinrich Götz (Fotograf) (1866–1931), deutscher Fotograf
- Heinrich Götz (Sammler) (1867–1934), Schweizer Veterinärmediziner und naturwissenschaftlicher Sammler
- Heinrich Götz (Schauspieler) (1872–??), deutscher Schauspieler
- Heinrich Götz (Offizier) (1896–1960), deutscher Generalleutnant
- Heinz-Werner Götz (* 1941), deutscher Kaufmann und Politiker
- Helmut Goetz (* 1920), deutscher Historiker
- Helmuth Götz (* 1962), deutscher Unternehmer und Wirtschaftsmanager
- Herbert Götz (* 1963), österreichischer Manager
- Hermann Goetz (Komponist) (1840–1876), deutscher Komponist
- Hermann Götz (Künstler) (1848–1901), deutscher Künstler und Hochschullehrer
- Hermann Götz (Architekt) (1876–1955), deutscher Architekt und Hofbaumeister
- Hermann Götz (Politiker, 1888) (1888–1971), deutscher Politiker, Landrat des Landkreises Tauberbischofsheim
- Hermann Goetz (Kunsthistoriker) (1898–1976), deutscher Kunsthistoriker
- Hermann Götz (Politiker, 1913) (1913–1983), deutscher Politiker (SPD)
- Hermann Götz (Politiker, 1914) (1914–1987), deutscher Politiker (CDU), MdB
- Hilde Charlotte Götz (1928–2016), deutsche Ärztin und Wissenschaftlerin
- Hugo Goetz (1884–1972), US-amerikanischer Schwimmer

### I
- Ingrid Goetz (* 1937), deutsche Architektin und Hochschullehrerin
- Ingvild Goetz (* 1941), deutsche Kunstsammlerin und Kuratorin
- Irene Götz (* 1962), deutsche Ethnologin und Hochschullehrerin
- Irene von Götz (* 1976), deutsche Historikerin und Kuratorin
- Irmtraud Götz von Olenhusen (* 1952), deutsche Historikerin
- Isabell Götz (* 1957), deutsche Familienrichterin

### J
- Jakob Götz (1890–1977), deutscher Unternehmensgründer
- James B. Goetz (1936–2019), US-amerikanischer Politiker
- Janina-Kristin Götz (* 1981), deutsche Schwimmerin
- Johann Götz (Historiker) († nach 1618), deutscher Theologe, Historiker und Pädagoge
- Johann Götz (Theologe, † 1636) (1573–1636), deutscher Theologe, Generalsuperintendent in Eisenach
- Johann Götz (Theologe, † 1652) (1573–1652), deutscher Theologe, Pfarrer in Frankfurt am Main
- Johann von Götz (1599–1645), deutscher General, siehe Johann von Götzen
- Johann Götz (Theologe, 1610) (1610–1684), deutscher Theologe, Diakon in Nürnberg
- Johann Götz (Orgelbauer) (1734–1797), deutscher Orgelbauer
- Johann Götz (Unternehmer) (1815–1893), deutscher Brauereiunternehmer
- Johann Götz (Politiker), tschechischer Politiker, Mitglied des Österreichischen Abgeordnetenhauses
- Johann Christoph Götz (1688–1733), deutscher Mediziner
- Johann Friedrich Götz (1820–1892), deutscher Unternehmer
- Johann Michael Götz (um 1735–1810), deutscher Notenstecher und Musikverleger
- Johann Nikolaus Götz (1721–1781), deutscher Geistlicher, Schriftsteller und Übersetzer
- Johann Wilhelm Götz (1732–1762), deutscher Porzellanbildner
- Johannes Götz (1865–1934), deutscher Bildhauer
- Johann George Goetz (* um 1720; † um 1782), preußischer Landrat
- John Goetz (* 1962), amerikanisch-deutscher Journalist und Autor
- Josef Götz (Mediziner) (1774–1839), österreichischer Balneologe
- Josef Götz (Politiker) (Joseph Anton Götz; 1823–1894), österreichischer Großgrundbesitzer und Politiker
- Josef Götz (Musikwissenschaftler) (1855–1918), österreichischer Musikwissenschaftler, Komponist und Volksliedsammler
- Josef Götz (Statistiker) (1899/1910–1986), deutscher Mathematiker und Statistiker
- Josef Götz (Architekt) (1926–2020), deutscher Architekt
- Josef von Glatter-Götz (Orgelbauer, 1880) (1880–1948), österreichischer Orgelbauer
- Josef von Glatter-Götz (Orgelbauer, 1914) (1914–1989), österreichischer Orgelbauer
- Josef Stulla-Götz (1901–nach 1972), österreichischer Physiker und Metrologe
- Joseph Götz (Schauspieler) (1836–1861), österreichischer Schauspieler und Sänger (Bass)
- Joseph Götz (Politiker) (1895–1933), deutscher Politiker (KPD) und Widerstandskämpfer
- Joseph Matthias Götz (1696–1760), deutscher Bildhauer
- Joseph Michael Götz (* 1926), US-amerikanischer Mediziner
- Judith Goetz (* 1983), österreichische Literatur- und Politikwissenschaftlerin
- Jürgen Götz (* 1967), deutscher Politiker

### K
- Karl Goetz (Medailleur) (1875–1950), deutscher Medailleur
- Karl Götz (Politiker) (1888–nach 1941), deutscher Politiker (NSDAP)
- Karl Götz (Schriftsteller) (1903–1989), deutscher Schriftsteller
- Karl Götz (Parteifunktionär), deutscher Parteifunktionär (SED)
- Karl Götz (Komponist) (1922–1993), deutscher Komponist  und Arrangeur
- Karl Götz von Olenhusen (1847–1933), deutscher Rittergutsbesitzer und Politiker
- Karl von Götz und Schwanenfließ (1776–1858), deutscher Generalmajor
- Karl Georg Götz (* 1930), deutscher Biophysiker und Biokybernetiker
- Karl Gerold Goetz (1865–1944), Schweizer Geistlicher, Theologe und Hochschullehrer
- Karlheinz Götz (1941–2023), deutscher Unternehmer
- Karl Otto Götz (1914–2017), deutscher Maler und Lyriker
- Kay-Uwe Götz (* 1959), deutscher Agrarwissenschaftler
- Kimi Goetz (* 1994), US-amerikanische Eisschnellläuferin
- Klaus Götz (* 1957), deutscher Pädagoge und Hochschullehrer für Weiterbildungsforschung und -management
- Klaus H. Goetz (* 1961), deutscher Politikwissenschaftler und Hochschullehrer

### L
- Laura Götz (* 1992), deutsche Schauspielerin
- Leo Götz (1883–1962), deutscher Künstler
- Leonhard von Götz († 1640), Bischof von Lavant
- Leopold Götz (1833–1903), deutscher evangelischer Theologe
- Leopold Karl Goetz (1868–1931), deutscher altkatholischer Theologe
- Louis Goetz (1854–1922), preußischer Generalmajor
- Lorenz Goetz (1810–1894), deutscher Theologe und Politiker
- Lothar Götz (1925–2018), deutscher Architekt
- Ludwig Götz (Unternehmer) (1887–1955), deutscher Unternehmensgründer, Unternehmer und Pionier der Binnenschifffahrt
- Ludwig Götz (Maler) (1892–1963), deutscher Maler
- Ludwig Götz (Musiker, 1952) (* 1952), deutscher Kirchenmusiker, Organist und Dirigent
- Ludwig Götz (Musiker, 1957) (* 1957), deutscher Posaunist
- Lutz Götz (1891–1958), deutscher Schauspieler

### M
- Magdalena Götz (* 1962), deutsche Biologin
- Manfred Götz (Islamwissenschaftler) (1932–2021), deutscher Islamwissenschaftler und Turkologe
- Manfred Götz (Mediziner) (Manfred H. Götz; * 1942), österreichischer Pädiater, Allergologe und Hochschullehrer
- Marcel Götz (* 1996), deutscher Fußballspieler
- Marcus Götz (* 1987), deutsch-schwedischer Eishockeyspieler
- Margarete Goetz (Illustratorin) (1869–1952), Schweizer Kinderbuchillustratorin und Zeichnerin
- Margarete Götz (Pädagogin) (* 1951), deutsche Pädagogin und Hochschullehrerin
- Maria Magdalena Götz (1657–1722), deutsche Dichterin
- Marie Götz-Grosse (um 1854–1943), deutsche Sängerin (Sopran)
- Markus Götz (Komponist) (* 1973), deutscher Komponist, Arrangeur und Musiker
- Markus Götz (Moderator) (* 1973), deutscher Sportkommentator und -moderator
- Markus Götz (Radsportler) (* 1985), österreichischer Radrennfahrer
- Martin Götz (1903–1969), deutsch-britischer Wirtschaftswissenschaftler und Journalist
- Mathias Götz (* 1972), deutscher Jazzmusiker
- Maximilian Götz (* 1986), deutscher Automobilrennfahrer
- Maya Götz (* 1967), deutsche Medienwissenschaftlerin
- Mike Goetz (* 1956), Schweizer Jazzmusiker
- Monika Götz (* 1981), deutsche Leichtathletin

### N
- Nikolaus Götz, Pseudonym von Ernst Niekisch (1889–1967), deutscher Politiker und politischer Schriftsteller
- Nikolaus Götz (Historiker) (* 1952), deutscher Historiker und Politologe
- Nora Götz (* 1989), deutsche Volleyballspielerin
- Norbert Götz (* 1965), deutscher Politikwissenschaftler, Historiker und Skandinavist

### O
- Olaf Götz (* 1965), deutscher Filmregisseur
- Oswald Goetz (1896–1960), deutscher Kunsthistoriker
- Otto Goetz (1885–1964), österreichischer Kapellmeister und Komponist
- Otto Götz (Mediziner) (1890–1972), deutscher Internist
- Otto Götz (1895–1995), deutscher Schachspieler und Schachkomponist

### P
- Paul Götz (Drucker) (vor 1500–nach 1530), deutscher Buchdrucker
- Paul Götz (um 1570–1633), deutscher Historiker und Pädagoge, siehe Paulus Götz
- Paul Götz (Astronom) (1883–1962), deutscher Astronom, Herausgeber des Himmelsatlas Schurig-Götz
- Paul Götz (Geophysiker) (1891–1954), deutscher Geophysiker, Meteorologe und Astronom
- Paul Goetz (Schauspieler) (* 1986), US-amerikanischer Schauspieler
- Paul Götz-Räcknitz (1873–1952), deutscher Maler und Grafiker
- Peter Götz (Zoologe) (1935–2024), deutscher Zoologe und Hochschullehrer
- Peter Götz (Politiker) (* 1947), deutscher Politiker
- Philipp Götz (* 1851), deutscher Generalmajor

### R
- Rainald Goetz (* 1954), deutscher Schriftsteller
- Richard Götz (1874–1954), deutscher Kunstsammler und Maler
- Robert Götz (1892–1978), deutscher Komponist, Musikpädagoge und Dichter
- Robert Götz (Kaufmann) (1894–nach 1953), deutscher Bankkaufmann und Verbandsfunktionär
- Robert Hans Goetz (1910–2000), deutsch-amerikanischer Chirurg
- Roland Götz (* 1939), deutscher Organist und Cembalist
- Roland Götz (Historiker) (* 1963), deutscher Kirchenhistoriker
- Rolf Götz (1943–2008), deutscher Autorennfahrer
- Rolf Götz (Historiker) (1946–2013), deutscher Gymnasiallehrer und Landeshistoriker
- Rolf Goetz (* 1950), deutscher Reiseschriftsteller
- Rudolf Götz (Kapellmeister) (1877–nach 1952), deutscher Kapellmeister und Pianist
- Rudolf Götz (Politiker, 1884) (1884–1968), deutscher Politiker (DNVP), Bürgermeister von Dinkelsbühl 1913–1935
- Rudolf Goetz (1901–1944), österreichischer Widerstandskämpfer gegen den Nationalsozialismus
- Rudolf Götz (* 1949), deutscher Politiker (CDU)
- Ruth Goetz (1880–1965), deutsche Schriftstellerin, Journalistin und Drehbuchautorin
- Ruth Goetz (Drehbuchautorin) (1912–2001), amerikanische Drehbuchautorin und Dramatikerin

### S
- Sandrine Goetz (* 1999), Schweizer Unihockeyspielerin
- Sina Goetz (* 1999), Schweizer Eiskletterin
- Stefan Götz (* 1966), österreichischer Mathematiker und Hochschullehrer
- Susann Götz (Eishockeyspielerin) (* 1982), deutsche Eishockeyspielerin
- Susann Opel-Götz (* 1963), deutsche Illustratorin, Autorin und Grafikerin
- Susanne Götz (Pianistin), deutsche Pianistin und Musikpädagogin
- Susanne Götz (Autorin) (* 1968), deutsche Kinder- und Jugendbuchautorin

### T
- Theo Götz (1930–2008), deutscher Politiker (CDU)
- Theodor Goetz (1806–1885), deutscher Architekt
- Theodor von Götz (1826–1892), deutscher Maler
- Theodor Maximilian Georg Goetz (1779–1853), deutscher Kupferstecher
- Thomas Götz (Diplomat) (* 1953), deutscher Diplomat
- Thomas Götz (Musiker) (* 1968), deutscher Musiker, Schlagzeuger der Band Beatsteaks
- Thomas Götz (Psychologe) (* 1968), deutscher Psychologe
- Thomas Götz (Mathematiker) (* 1971), deutscher Mathematiker und Hochschullehrer
- Thomas Götz (Staatssekretär) (* 1972), politischer Beamter (Bündnis 90/Die Grünen)
- Thomas Götz (Eishockeyspieler) (* 1985), deutscher Eishockeyspieler
- Tom Götz (* 1985), deutscher Volleyball- und Beachvolleyballspieler
- Torsten Götz (* 1968), deutsch-Schweizer Koch, Gastronom und Fernsehkoch
- Turid Goetz (* 1967), deutsche Badmintonspielerin

### U
- Ulrich Götz (* 1971), Schweizer Spieleentwickler und Hochschullehrer
- Ursula Goetz (* 1941), Schweizer Künstlerin
- Ursula Götz (* 1962), deutsche Germanistin, Sprachwissenschaftlerin und Hochschullehrerin

### V
- Volker Götz (* 1945), deutscher Rechtsanwalt
- Volkmar Götz (* 1934), deutscher Jurist und Hochschullehrer

### W
- Walter Goetz (1867–1958), deutscher Historiker
- Walter Götz (* 1960), deutscher Fußballspieler
- Werner Götz (* 1934), deutscher Opernsänger (Tenor)
- Werner Götz (Zahnmediziner) (* 1957/1958), deutscher Zahnmediziner und Hochschullehrer
- Wilhelm Götz (Geograph) (1844–1911), deutscher Lehrer und Geograph
- Wilhelm Götz (Verbandsfunktionär), deutscher Lehrer und Verbandsfunktionär
- Wilhelm Götz (Unternehmer, 1911) (1911–nach 1985), deutscher Unternehmer und Firmengründer
- Wilhelm Götz (Unternehmer, 1927) (1927–2016), deutscher Unternehmer, Firmengründer und Mäzen
- Wilhelm Götz-Knothe (1933–2024), deutscher Maler
- Wilhelm H. J. Götz (Wilhelm Heinrich Jakob Götz; 1902–1979), deutscher Entomologe und Ornithologe
- Willi Götz (Fußballspieler) (* 1947), ehemaliger deutscher Fußballspieler
- Willi Götz (Maler) (1926–1993), deutscher Maler und Grafiker
- William Goetz (1903–1969), US-amerikanischer Filmproduzent und Kunstsammler
- Woldemar Götz (1930–1996), deutscher Astronom
- Wolfgang Goetz (1885–1955), deutscher Schriftsteller, Publizist und Drehbuchautor
- Wolfgang Götz (Kunsthistoriker) (1923–1996), deutscher Kunsthistoriker und Hochschullehrer
- Wolfgang Götz (Wirtschaftswissenschaftler) (* 1951), deutscher Wirtschaftswissenschaftler
- Wolfgang Götz (Chorleiter), deutscher Dirigent und Chorleiter